# Scriptarium
Cet article possède un paronyme, voir Scriptorium.
Scriptarium est une maison d'édition associative fondée en 2009. Ils se consacrent aux univers des livres-jeux, en particulier Titan (Défis fantastiques), Magnamund (Loup Solitaire), l'Aventurie (L'Œil noir) et également la série Défis et Sortilèges. Elle a également repris la gamme Rêve de dragon.

## Historique
À l'origine, il s'agit d'auteurs qui avaient contribué à la traduction du jeu de rôle Loup Solitaire OGL au sein de l'éditeur Le Grimoire, dont David « Ikar-tas-Kai » Latapie, propriétaire de la marque Scriptarium, Florent « Floribur » Haro, Éric « Lokhuzor » Dubourg, Vincent « Zorkaan » Lazzari, Jidus, Reinaldo Gomez-Larenas, Christophe Insa, Emmanuel Luc et Vincent Moreau. Le nom est une déformation du terme scriptorium, que l'on trouve déjà dans le titre d'un ouvrage du jeu de rôle In Nomine Satanis - Magna Veritas, Scriptarium Veritas.
Ils publient un magazine numérique gratuit au format PDF, Draco Venturus. Trois numéros paraissent entre l'été 2010 et l'automne 2013.
Depuis 2010, ils participent au développement du Lone Wolf Multiplayer Gamebook, jeu de rôle dans l'univers des livres-jeu Loup Solitaire publié en langue anglaise, ainsi qu'à la réalisation des cartes de Magnamund par Francesco Mattioli, dans la collection Maps of Magnamund,. Ils se chargent de la diffusion en France de ces ouvrages en anglais.
Scriptarium est partenaire de Gallimard pour la réédition des livres-jeux de la collection Défis fantastiques amorcée en 2012 : ils soumettent à l'éditeur les erreurs relevées (erreurs de traduction, erreurs dans les numéros de renvoi). Ils essaient de faire réintégrer des illustrations présentes dans les éditions originales qui n'ont pas été reprises dans les versions françaises, ce qui sera fait pour la première fois sur des rééditions en 2015.
En 2013, ils traduisent le jeu de rôle Advanced Fighting Fantasy et le publient sous le titre Défis fantastiques, le jeu de rôle.
En 2014, l'équipe participe au développement de Lone Wolf Adventure Game, le nouveau jeu de rôle de Loup Solitaire édité par Cubicle 7.
En 2015, ils lancent un projet de publication d'un nouveau « voyage » (scénario) pour le jeu de rôle Rêve de dragon, écrit par Jidus, avec l'accord de l'auteur Denis Gerfaud et avec la participation de contributeurs historiques : Rolland Barthélémy, Pierre Lejoyeux et Florence Magnin,. Devant la réussite de ce projet, l'éditeur annonce la publication d'un livre-jeu écrit par Christophe « Inbadreams » Demartis, Le Bal au pont, ainsi qu'un projet de republication de la seconde édition des règles du jeu de rôle ; la campagne de financement participatif, avec 2 247 contributeurs et plus de 165 000 EUR collectés, est une des plus grosses campagne dans le domaine du jeu de rôle en France. En 2015, ils participent également au projet de traduction de la cinquième édition du jeu de rôle L'Œil noir avec l'éditeur Black Book Éditions, projet dont le financement participatif est lancé en 2016.
En 2016, Joe Dever, se sachant condamné, transmet la charge de terminer la série Loup Solitaire à un membre de l'association, Vincent Lazzari, en collaboration avec son fil Ben Dever.
En 2017, Scriptarium s'associe avec l'éditeur associatif Alkonost pour relancer un webzine sous le nom Alko Venturus. Cette même année disparaît un des membres fondateurs, David Latapie,,.

## Parutions

### Défis fantastiques et Titan
- Graham Bottley, Steve Jackson et Ian Livingstone, Défis fantastiques, le jeu de rôle [« Advanced Fighting Fantasy »], Scriptarium, 2013, 340 p. (ISBN 978-2-9543631-0-3)
 outre la traduction, l'ouvrage contient du matériel original (dont une campagne) de l'équipe Scriptarium :  Laurent « Nico du dème de Naxos » Duquesne, Florent Haro, Inbadreams, Adrien Maudet, Olivier Monseur
- Florent Haro (ill. Jidus), Carte d'Allansia, Scriptarium, 2013, A2 plastifié, d'après les informations originales de  Jonathan Green, Steve Jackson et Ian Livingstone
- L'Écran du meneur de jeu (ill. Jidus), accompagné du scénario Paragraphe 14, Pirates  à la dérive, Scriptarium, 2013, 80 p.
- Les Accessoires du meneur de jeu : figurines et plans de sol en carton
- [PDF] Fabrice Pouillot, Tel est pris, Scriptarium, 2013, 25 p. (lire en ligne) : scénario à télécharger gratuitement
- [PDF] Paul Baldowski, La Fosse aux ordures [« The Pit of the Filth »], Scriptarium, 2013, 9 p. (lire en ligne) : scénario à télécharger gratuitement
- Marc Gascoigne, Titan, Scriptarium, 2014, 382 p. (ISBN 978-2-9543631-3-4)
- Marc Gascoigne, Créatures de Titan [« Out of the Pit »], Scriptarium, 2016 (ISBN 978-2-9543631-6-5)
- L'Écran du meneur de jeu 2e édition (ill. Jidus), accompagné du scénario Sébastien Urnanek (ill. Jidus, Olivier Raynaud (Koa)), La Quête de soiseaux de sagesse, Scriptarium, 2017, 104 p.

### Loup Solitaire et Magnamund
Lone Wolf Multiplayer Gamebook
participation  à l'élaboration de :
- (en) Darren Pearce et Joe Dever, Magnamund Bestiary, Mongoose Publishing, 2010, 200 p. (ISBN 978-1-907218-90-3)
texte additionnel de Vincent Lazzari
- (en) Matthew Sprange et Joe Dever, Heroes of Magnamund, Mongoose Publishing, 2010, 142 p. (ISBN 978-1-907218-64-4)
texte additionnel de David Latapie
- (en) Joe Dever, August Hahn, Vincent Lazzari et Florent Haro, The Darklands, Mongoose Publishing, 2011, 154 p. (ISBN 978-1-907702-40-2)
- (en) Joe Dever, Vincent Lazzari, Florent Haro, Éric Dubourg, Gérald Degryse et Emmanuel Luc (ill. Jidus), Stornlands 1, Mongoose Publishing, 200 p. (ISBN 978-1-907702-47-1)
- (en) Mark A. Gedak (ill. Jesús Barony, Jidus, Chad Sergesketter, Jake Murray), The Corruption of Ikaya, Mongoose Publishing, 64 p. (ISBN 978-1-907702-37-2)

L'équipe a également participé à la traduction du jeu sur tablettes De Neige et de sang.
La série d'aventures Neige d'Automne, écrite par Martin « The Oiseau » Charbonneau et publiée dans Draco venturus, a été approuvée par Joe Dever et devrait donne lieu à une publication sous forme de livre-jeu en français et en anglais par l'éditeur Megara Entertainment.

### Rêve de Dragon
Jeu de rôle
- Jidus (ill. Florence Magnin (couv.), Rolland Barthélémy, Jidus), À la claire fontaine, Scriptarium, coll. « Rêve de dragon », 2016, 80 p. (ISBN 978-2-9543631-5-8) campagne

- Denis Gerfaud (ill. Florence Magnin (couv.), Rolland Barthélémy, Jidus), Rêve de Dragon, Scriptarium, coll. « Rêve de dragon », 2018, 510 p. (ISBN 978-2-490523-00-9) livre de base

- Denis Gerfaud (ill. Florence Magnin (couv.), Rolland Barthélémy, Jidus), Invitation au voyage, Scriptarium, coll. « Rêve de dragon », 2018, 410 p. (ISBN 978-2-490523-01-6) recueil de scénarios

- Denis Gerfaud (ill. Florence Magnin (couv.), Jidus), Traité de flore & de faune, Scriptarium, coll. « Rêve de dragon », 2018, 260 p. (ISBN 978-2-9543631-9-6) supplément de contexte
- Tarot (ill. Florence Magnin), à paraître (2018)

Livres-jeux
- Christophe « Inbadreams » Démartis (ill. Florence Magnin (couv.), Jidus), Le Bal au pont, Scriptarium, coll. « Les pérégrinations d'un voyageur onirique », 2016, 216 p., poche
- Christophe « Inbadreams » Démartis, Dîner de conque, Scriptarium, coll. « Les pérégrinations d'un voyageur onirique », poche à paraître (2018)

### L'Œil noir
Scriptarium s'est associé avec la communauté de passionnés du site Aventurie.com et l'éditeur Black Book Éditions pour la traduction et la publication de la version française de la cinquième édition de L'Œil noir. La campagne de précommande participative s'est déroulée en avril et mai 2016 et les premiers ouvrages sont prévus pour l'automne 2018,.

### Webzines
Draco Venturus
- Draco Venturus no 1, été 2010, 140 p.
- Draco Venturus no 2, été 2011, 176 p.
- Draco Venturus no 3, été 2013, 132 p.

Alko Venturus
- Alko Venturus no 1, juillet 2018, 130p.